# James Longstreet

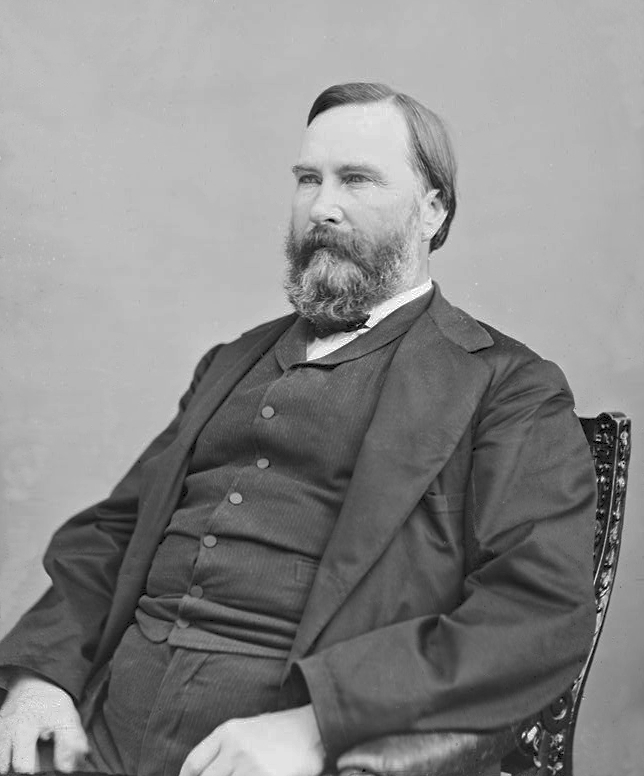
Longstreet efter kriget.

James Longstreet, född den 8 januari 1821 i Edgefield District, South Carolina, död den 2 januari 1904 i Gainesville, Georgia, var en amerikansk militär, generallöjtnant i sydstatsarmén under det amerikanska inbördeskriget.

## Ungdom och uppväxt
Longstreet växte upp i Georgia där hans föräldrar hade en bomullsplantage och Georgia var därför den stat som låg hans hjärta närmast. Longstreets far dog tidigt i en koleraepidemi och 1838 antogs James Longstreet, 17 år gammal, vid militärakademin West Point. Longstreet var populär bland sina klasskamrater och inte överdrivet angelägen om att följa skolans regler. När han utexaminerades tillhörig 1842 års klass var det som nummer femtiofyra av femtiosex.

## Mexikanska kriget
Longstreet deltog som underlöjtnant och löjtnant i det Mexikanska kriget 1846-1848. Vid Slaget vid Chapultepec sårades Longtreet allvarligt i låret när han i täten för det åttonde infanteriet bar dess fana. När han föll lämnade han över fanan till löjtnant George Edward Pickett. De två skulle komma att samarbeta på ett annat ödesdigert slagfält i ett annat krig. Longstreet deltog i flera andra slag, befordrades till kapten 1852 och blev krigskassör med majors grad 1858.

## Inbördeskriget
I juni 1861 avgick Longstreet från sin befattning i den amerikanska armén för att ansluta sig till konfederationen under det amerikanska inbördeskriget. Longstreet sökte baserat på sin erfarenhet från den federala armén tjänst som major och krigskassör men utnämndes den 17 juni till brigadgeneral och beordrades kort därefter att inställa sig hos brigadgeneral P.G.T. Beauregard vars armé stod vid järnvägsknuten Manassas. Longstreet gavs befäl över en brigad från Virginia bestående av tre regementen. Snart skulle krigets första större slag komma att stå vid Manassas, första slaget vid Bull Run. När Longstreets stridsovana män kom under beskjutning vacklade de och några flydde bakåt men Longstreet rörde sig bland leden med en cigarr i mungipan och med sin sabel i handen och linjen stabiliserades av hans närvaro och lugn. Longstreets ledarskap uppmärksammades och samma år i oktober befordrades han till generalmajor och fick befäl över en division i The Army of Northern Virginia. James Longstreet tjänstgjorde under general Robert E. Lee och under Sjudagarsslagen hade han befäl över nästan halva Lees armé. Longstreet var även med i andra slaget vid Bull Run. Efter Slaget vid Antietam blev han befordrad till generallöjtnant. I slaget vid Fredericksburg ledde han en armékår i försvaret av Marye's Heights. Longstreet missade dock Slaget vid Chancellorsville då han med sin armékår befann sig på uppdrag runt Soffolk i North Carolina. I slaget vid Gettysburg var Longstreet oense med Lee, Longstreet ansåg att Lee borde vara mer defensiv. Han kom ihåg Fredericksburg där konfederationen hade haft en stenmur som skydd och nu hade unionen skydd bakom en liknande stenmur. Longstreet skulle få rätt, eftersom den berömda Picketts attack blev en katastrof. Longstreet var även med i Slaget vid Chickamauga och Slaget i Vildmarken. Efter att ha försvarat Petersburg medan Lee evakuerade Richmond kapitulerade han med sin befälhavare 1865 i Appomattox.

## Efter kriget
Efter kriget blev han republikan och arbetade åt sina forna fiender, bland annat som diplomat i Turkiet. En av hans bästa vänner sedan studietiden vid militärakademin West Point, Ulysses S. Grant, ordnade 1869 arbete åt Longstreet vid tullen i New Orleans. Allt detta skadade Longstreets rykte i södern.